# Li Tongxuan
Li Tongxuan (ur. 635, zm. 730; chiń. 李通玄, pinyin Lǐ ; kor. 리통현 Li T'onghyŏn; jap. Ritsugen; wiet. Lí Thông Huyền ) – chiński buddysta związany ze szkołą huayan.

## Życie i działalność
Był znanym choć równocześnie jednym z najbardziej tajemniczych buddystów chińskich.
Biografowie mają niewiele do powiedzenia o jego życiu. Wiadomo że był krewniakiem cesarskiej rodziny Tangów. Pod koniec swojego życia zamieszkał w pustelni na górze Feng w pobliżu Pekinu i poświęcił się pisaniu licznych dzieł związanych z naukami huayan. Jego opus magnum to 40-zeszytowy komentarz do przetłumaczonej przez Śikszanandę (skt. Śikṣānanda) Sutry Awatamsaki. Znany był także w całych Chinach ze swych cudotwórczych zdolności. Początkowo jego dzieła nie miały żadnego wpływu na rozwój filozofii huayan.
Kilka stuleci po skostnieniu ortodoksyjnej szkoły huayan, po swym ostatnim patriarsze, także mistrzu chan Guifengu Zongmi (780–841), myśl Li Tongxuana zwróciła uwagę nauczycieli z innych szkół, zwłaszcza nauczycieli chan z linii przekazu yangqipai szkoły linji. 
W tym samym czasie jego dzieła zostały przeniesione do Korei i Japonii, gdzie wywarły wielki wpływ na rozwój buddyzmu. Koreański mistrz sŏn (chiń. chan) Chinul (1158–1210) był głęboko poruszony jego komentarzami. Pod wielkim wpływem jego dzieł znalazł się w tym samym czasie w Japonii Kōben czyli Myōe Shōnin (1173–1232).
Również i w samych Chinach nastąpiło wskrzeszenie zainteresowania jego myślą w okresach Ming i Qing wśród uczonych buddyjskich. Wyróżnił się tu Peng Jiqing (1740–1796), główna postać szkoły huayan okresu dynastii Qing. W końcu reputacja Li Tongxuana tak wzrosła, że przyćmił sławą patriarchów huayan.
Charakterystyczną cechą jego myśli było jej silne ukierunkowanie na praktykę, odmiennie od np. Fazanga, który był nastawiony głównie na teorię. Zapewne też dlatego był popularny w kręgach chan.

## Dzieła
- Dafangguang fo huayan jingzhong juanjuan dayi luexu
- Xin huayan jing lun
- Huayan xiuxing jueyi lun
- Lueshi huayan jing jueyi lun